# Pere IX del Congo
Pedro IX Afonso Mansala (mort l'octubre de 1962 va ser el darrer manikongo titular del regne del Congo el 1962. Era fill del manikongo titular António III, mort en 1957. Fou reconegut com a rei titular el 9 de setembre de 1962 després de la « regència » de la vídua del rei difunt Maria Isabel da Gama (1957-1962) però va morir el mes d'octubre següent. S'arribà a un acord entre els pretendents i la « regència » fou confiada novament a Maria Isabel de Gama qui la conservarà fins a la desaparició definitiva del regne en 1975.